# ВЛ22
ВЛ22 (Володимир Ленін, вісьове навантаження 22 тс, спочатку См — Сурамський модернізований) — радянський електровоз постійного струму. Виготовлявся з 1938 до 1941 року. Слугував основою для створення електровоза ВЛ22м — першого радянського електровоза який надійшов у масштабне виробництво.

## Історія
В 1930-х роках необхідність поповнення парка локомотивами, придатних для обслуговування електрифікованих ділянок залізниць з складним рель"єфом, поставила під сумнів подальше виробництво електровозів ВЛ19. Основними недоліками електровоза були: недостатня механічна надійність рам візків і неможливість встановлення рекуперативного гальмування. Необхідно було будувати новий тип електровозів з рекуперативним гальмуванням на базі локомотивів сурамського типу (Ср). 
В першій половині 1938 року заводи «Динамо» і Коломенський завод розпочали проектування модернізованого електровоза серії СС. Практично повністю переробили конструкцію кузова, змінили окремі деталі візків. Нове електрообладнання і схеми електричних кіл розробляв завод «Динамо». Тягові двигуни залишились базовими (ДПЭ-340), електродвигуни допоміжних машин переобладнали для роботи на напрузі 3000 В. Контролери машиніста були аналогічними електровозам серії СК.
В вересні 1938 року виготовили електровоз, який спочатку позначили СМ22-22 (електровоз сурамського типу модернізований, перші 22 інформували про навантаження на рейки від рухомої колісної пари в тонно-силах, другі 22 — порядковый номер в серії Сс). Однак невдовзі по вказівці НКШС позначення серії замінили на ВЛ (Володимир Ленін). Електровозу присвоїли номер 146, як продовження нумерації серії ВЛ19.

## Масштабне виробництво і експлуатація
Всього до 1941 року побудували 37 електровозів серії ВЛ22:
- 1938 рік — 6
- 1939 рік — 17
- 1940 рік — 9
- 1941 рік — 5

За час виробництва в конструкцію внесли ряд змін, наприклад змінили конструкцію зубчастого колеса (в зв"язку з виявленням великої кількості тріщин осей при експлуатації електровозів серії ВЛ19), також змінили конструкцію акумуляторної батареї, встановили новий тип  пантографа. Завдяки зручному розташуванню обладнання, більш доскональній схемі з"єднання тягових двигунів і кіл управління, агрегатному принципу монтажа апаратів і новим допоміжним машинам електровоз ВЛ22 став найкращим серед радянських вантажних електровозів довоєнної побудови.
Електровози ВЛ22 замінили на Закавказькій залізниці локомотиви серії ВЛ19. Під час ремонтів в 1960-тих роках електровози модернізовували; шляхом заміни електрообладнання.
Експлуатувалися електровози серії ВЛ22 на Закавказькій і Пермській залізницях. Більшість цих локомотивів списали в 1977 — 1980 рр.